# Milos Panic
Milos Panic (Einsiedeln, 20 maggio 1989) è un giocatore di football americano svizzero che gioca nel ruolo di defensive lineman per gli Helvetic Mercenaries.